# Bannalec
Bannalec é uma comuna francesa na região administrativa da Bretanha, no departamento Finisterra. Estende-se por uma área de 78,06 km². Em 2010 a comuna tinha 5 821 habitantes (densidade: 74,6 hab./km²).